# Área de Conservação da Paisagem de Saunaküla
A Área de Conservação da Paisagem de Saunaküla é um parque natural localizado no condado de Rapla, na Estónia.
A área do parque natural é de 26 hectares.
A área protegida foi fundada em 1973 para proteger as formações costeiras de Hageri-Sutlema.